# 斯平克縣 (南達科他州)
斯平克縣（英語：Spink County）是美國南達科他州東北部的一個縣。面積3,911平方公里。根据美國2000年人口普查，共有人口7,454人。縣治雷德菲爾德 （Redfield）。
成立於1873年1月8日，縣政府成立於1879年8月1日。縣名紀念達科他準州州務卿、代州長、國會代表所羅門·劉易斯·斯平克 （Solomon Lewis Spink）。